# Raimondo Orrù Lilliu
Raimondo Orrù Lilliu (27 agosto 1795 – 7 gennaio 1876) è stato un politico italiano.

## Biografia
Conte, discendente di una nobile famiglia sarda, fu deputato del Regno di Sardegna nella I legislatura (eletto nel collegio di Isili) e nella VI legislatura (eletto nel collegio di Sanluri).